# Akrywastyna
Akrywastyna (łac. acrivastinum) – wielofunkcyjny organiczny związek chemiczny, pochodna triprolidyny, drugiej generacji lek przeciwhistaminowy, stosowany jako lek zmniejszający objawy kataru siennego oraz pokrzywki.

## Mechanizm działania biologicznego
Akrywastyna jest krótkodziałającym kompetencyjnym antagonistą receptora histaminowego H1, nie wykazującym działania cholinolitycznego. Poprzez zmniejszenie pobudzenia receptora przez histaminę akrywastyna powoduje zmniejszenie reakcji alergicznych i anafilaktycznych, spowodowane działaniem histaminy na mięśnie gładkie oskrzeli i przewodu pokarmowego oraz na naczynia włosowate. Akrywastyna zapobiega również dolegliwościom bólowym i świądowi skóry i błon śluzowych wywoływanym przez histaminę.

## Zastosowanie medyczne
- leczenie objawów sezonowego alergicznego nieżytu nosa i pokrzywki idiopatycznej u dorosłych i młodzieży (w wieku powyżej 12 lat)[5]

Akrywastyna nie jest zarejestrowana w Polsce. W Stanach Zjednoczonych akrywastyna jest dostępna w leku złożonym z pseudoefedryną.

## Działania niepożądane
Akrywastyna najczęściej może powodować następujące działania niepożądane u ponad 10% pacjentów: senność, natomiast u ponad 1% pacjentów: kserostomia, zawroty głowy.